# چیزهای دلخواهم
چیزهای دلخواهم (به انگلیسی: My Favorite Things) آلبومی از جان کولترین موسیقی‌دان و ساکسوفون‌نواز جاز اهل ایالات متحده آمریکا است که سال ۱۹۶۱ توسط شرکت آتلانتیک رکوردز میلادی منتشر شد. این نخستین آلبومی از کولترین بود که در آن ساکسوفون سوپرانو می‌نواخت. ترانهٔ همنام آلبوم که نسخهٔ گسترش‌یافته‌ای از ترانهٔ ریچارد راجرز بود، محبوبیت فراوانی پیدا کرد و به ترانهٔ امضای جان کولترین در کنسرتها بدل شد.
آلبوم چیزهای دلخواهم سال ۱۹۹۸ جایزه تالار مشاهیر گرمی را از آن خود کرد.